# Cola duparquetiana
Espèce
Classification phylogénétique
Statut de conservation UICN

 VU  : Vulnérable
Cola duparquetiana est une espèce de plantes du genre Cola de la famille des Sterculiaceae, selon la classification classique, ou de la famille des Malvaceae, selon la classification phylogénétique.